# Football Club Kallon
El Football Club Kallon és un club de futbol de Sierra Leone de la ciutat de Freetown. Disputa els seus partits a l'Estadi Nacional de Sierra Leone.
El club neix el 2002 quan el Sierra Fisheries fou adquirit per Mohamed Kallon per un total de 30.000 US$. El club adoptà el nom del seu nou propietari, ex jugador dels país que defensà els colors de club com l'Inter de Milà o l'AS Monaco FC. Vesteix de color blau.

## Palmarès
- Lliga de Sierra Leone de futbol:[2]
  - 1982, 1986, 1987 (com a Sierra Fisheries)
  - 2006
- Copa de Sierra Leone de futbol:[3]
  - 2007

## Jugadors destacats
- Sheriff Suma
- Mohamed Kamara
- Hassan Sesay
- Mohamed Sesay
- Ibrahim Koroma